# زیریانوفکا
زیریانوفکا (به لاتین: Zyryanovka) یک منطقهٔ مسکونی در روسیه است که در سرزمین آلتای واقع شده‌است.